# 1947
Évszázadok: 19. század – 20. század – 21. század
Évtizedek: 1890-es évek – 1900-as évek – 1910-es évek – 1920-as évek – 1930-as évek – 1940-es évek – 1950-es évek – 1960-as évek – 1970-es évek – 1980-as évek – 1990-es évek
Évek: 1942 – 1943 – 1944 – 1945 –  1946 – 1947 – 1948 – 1949 – 1950 – 1951 – 1952

## Események

### Január
- január 14. – Magyarországon kihirdetik az egyes címek és rangok megszüntetéséről szóló 1947. évi IV. törvénycikket, mely megszünteti a magyar nemesi és főnemesi rangot (herceg, őrgróf, gróf, báró, nemes, primor, lófő), az örökös főispáni címet és azokat a rangjelző címeket (méltóságokat), melyeket mint kitüntetéseket rendszeresítettek (valóságos belső titkos tanácsos, titkos tanácsos, kormányfőtanácsos, kormánytanácsos stb.), továbbá eltörölte a vitéz cím használatát is.[1]
- január 15. – Németország szovjet megszállási övezetében megalakul Mecklenburg-Elő-Pomeránia tartomány.
- január 19. – A lengyelországi választásokon – csakúgy mint a szejm-választásokból győztesen kikerülve – a demokratikus blokk (a Lengyel Munkáspárt, a Lengyel Szocialista Párt, a Néppárt és a demokraták) győz. (Stanisław Mikołajczyk miniszterelnök-helyettes az események hatására – mivel a választási manipulációk, szavazathamisítások és más akadályozó tényezők miatt – pártja, a Lengyel Néppárt (PSL) nagy vereséget szenved (a szavazatoknak mindössze 10,3%-át kapja, vagyis összesen 28 mandátumot) elhagyja az országot, visszatér a londoni emigráns kormányhoz.)[2]
- január 21. – Németország amerikai megszállási övezetében megalakul Bréma Szabad Hanza-város tartomány.
- január 23. – A CSKP KB belpolitikai kérdéseket megvitató ülésén kitűzik „A nemzet többségéért” jelszót, és kinyilvánítják, hogy a pártnak egyeduralomra kell törnie.[3]

### Február
- február 5. – Bolesław Bierutot választják a Lengyel Köztársaság elnökévé. (Józef Cyrankiewicz benyújtja javaslatát az új kormány megalakítására.)[2]
- február 6. – Varsóban megalakul a Józef Cyrankiewicz vezette új lengyel kormány. (A kormányban a Lengyel Munkáspárt 5, a Lengyel Szocialista Párt 7, a Parasztpárt 5, a Demokrata Párt 3, a Munkáspárt 2, az Új Felszabadulási Lengyel Parasztpárt és a pártonkívüliek pedig 1–1 taggal képviseltetik magukat.)[2]
- február 9. – A legnagyobb hótakaró-vastagságot (151 cm) Magyarországon ezen a napon mérik Kőszeg térségében.[4]
- február 10.
  - A Szovjetunió Párizsban békeszerződést köt Romániával, Magyarországgal, Bulgáriával és Finnországgal.[5]
  - A jugoszláv kormány aláírja a békeszerződést Olaszországgal, Bulgáriával és Magyarországgal, továbbá megkapja Zárát, Fiumét és Isztriát.[6]
- február 13. – A csehszlovák alkotmányozó nemzetgyűlés törvényt fogad el az üzérkedők ellen és a kétéves terv védelmében.[3]
- február 19. – A szejm elfogadja a Lengyel Köztársaság új (első) alkotmányát, az úgynevezett kis alkotmányt, amely egészen 1952. július 22-éig marad érvényben.[2]
- február 20. – A munkáspárti brit kormány bejelenti, hogy az angolok 1948 júniusáig elhagyják Indiát.[7]
- február 25. – Kovács Bélát, a kisgazdapárt főtitkárát – Rákosi Mátyás közbenjárására – a szovjet hatóságok letartóztatják, és bírósági tárgyalás nélkül húsz év kényszermunkára ítélik. (Kilenc évi távollét után, 1955 őszén tért haza. Ez a nap 2001 óta a kommunista diktatúrák áldozatainak emléknapja.)[8]
- február 28. – Németország szovjet megszállási övezetében megalakul Szászország tartomány.

### Március
- március 12. – Truman-doktrína elkötelezi az Egyesült Államokat amellett, hogy Európában vagy másutt beavatkozzék a kommunista vagy kommunista támogatású mozgalmakkal szemben.[9]
- március 31. – Franco tábornok bemutatja a cortesnek a maga örökösödési törvényét, amely Spanyolországot király nélküli monarchiává teszi. (A törvény Francót jelöli ki „régensnek”, akinek az oldalán egy királyi tanács áll. A törvény, amelyet júliusban népszavazás fogadott el – 87%-os „igen” szavazattal – megszabja, hogy a régens után a királyi család egyik tagja fog az ország élére kerülni, aki idősebb harmincévesnél.)[10]

### Április
- április 4. – A csehszlovákiai Hradec Královéban, a kommunista párti Július Ďuriš földművelésügyi miniszter meghirdeti az ún. hradeci programot, melyben az 50 hektárnál nagyobb földbirtok felosztását követeli.[3]
- április 9. – Az Irgun nevű zsidó jobboldali földalatti mozgalom egyik rohamosztaga támadást intéz Dér Jászin arab falu ellen. (A támadásban közel 100 lakost öltek meg.)[11]
- április 12. – Kezdetét veszi a Csehszlovákia és Magyarország közti lakosságcsere.[3]
- április 15. – Pozsonyban, a háborús bűnökkel vádoltak perében Jozef Tisót és az egykori külügyminisztert, Ferdinand Ďurčanskýt halálra, Alexander Mach volt belügyminisztert 30 évi börtönre ítélik.[3]
- április 18. – Jozef Tisót egykori szlovák államelnök kivégzése.[3]
- április 26. – Faludy György vezetésével ledöntik Prohászka Ottokár budapesti szobrát.
- április 28. – Törvénybe iktatják az első ötéves tervet Jugoszláviában.

### Május
- május 1. – A szicíliai maffia támadást intéz a május 1-jét ünneplő tömeg ellen Portella della Ginestrában (Piana degli Albanesi).[12] (11-en haltak meg, köztük gyermekek.)
- május 11. – A francia „túlerő” jegyében befejezik az alkotmányozást Laoszban. (Laosz monarchista parlamentáris államformát vett fel. Laosz Kambodzsa és Vietnám oldalán a Francia Unió tagja lett.)[13]
- május 31. – Megalakul a Dinnyés-kormány.[14]

### Június
- június 3. – Az indiai alkirály, Lord Mountbatten bejelenti, hogy Indiát két független államra osztják fel.[7]
- június 4. – Lord Mountbatten, indiai alkirály egy sajtótájékoztatón bejelenti, hogy a britek nem 1948 júniusában, hanem még ezév augusztus 15-én vonulnak ki. (Nem egészen tíz héttel a bejelentés után.)[7]
- június 5. – Meghirdetik a Marshall-tervet a II. világháború kárainak helyreállítására.[15]
- június 9. – A hároméves gazdasági tervre vonatkozó törvényjavaslat szövegét a pártköziértekezlet véglegesíti, és meghatározzák a hitelszervezet államosításának mértékét és fogadják el a Tervgazdasági Tanács és az Országos Tervhivatal szervezetét is.[1]

### Július
- július 2.
  - A magyar nemzetgyűlés, több napos vita után megszavazza a Párizsban aláírt békeszerződést, melyet július 25-én hirdettek ki (1947. évi XVIII. tc.), ez azonban csak szeptember 15-én lépett életbe.[1]
  - A varsói vezetés határozatot fogad el a lengyel népgazdaság helyreállítását célzó hároméves tervről.[2]
- július 7.
  - Állítólagos ufószerencsétlenség az új-mexikói Roswellben (megjegyzés: július 7-e jelentették be a törmelékek megtalálását, a felfedezésükre már három héttel korábban sor kerülhetett).
  - A csehszlovák kormány megfigyelőket küld Párizsba a Marshall-tervvel foglalkozó európai gazdasági konferenciára.[3]
  - Lengyelország szovjet közbenjárásra lemondja az amerikaiak által felajánlott Marshall-segélyt.[2]
- július 9. – A jugoszláv kormány elutasítja a Marshall-tervet.[6]
- július 9–12. – A Klement Gottwald kormányfő vezette csehszlovák állami küldöttség Moszkvában a szovjet vezetőkkel tárgyal a két ország gazdasági kapcsolatairól és a Marshall-tervről.[3]
- július 10. – A csehszlovák kormány hazahívja küldötteit a Marshall-tervvel foglalkozó párizsi konferenciáról, mivel nézete szerint a terv elfogadhatatlan politikai követeléseket támaszt Csehszlovákiával szemben.[3]
- július 11. – A csehszlovák alkotmányozó nemzetgyűlés törvényt fogad el az előző földreform revíziójáról.[3]
- július 12. – A Moszkvában tárgyalásokat folytató csehszlovák küldöttség hazatérése után a Szovjetunió nagy mennyiségű gabonát küld a szárazság sújtotta Csehszlovákiának.[3]
- július 15. – A román hatóságok letartóztatják a Tămădău-i repülőtéren Iuliu Maniut, a Nemzeti Parasztpárt vezetőjét és helyettesét, Ion Mihalachet, a földreform végrehajtóját.
- július 21. – Németország szovjet megszállási övezetében megalakul Szász-Anhalt tartomány.
- július 24. – Németország szovjet megszállási övezetében megalakul Brandenburg tartomány.
- július 26. – Franco – aki magát már 1936-ban generalisszimusznak és államfőnek minősítette – visszaállítja Spanyolországban a királyságot, de nem nevez meg uralkodót, így élete végéig de facto régens marad.[16]

### Augusztus
- augusztus 1.
  - Létrejön a Gazdasági Vasutak Igazgatósága a Gazdasági vasutak kezelésére.
  - Jugoszláv–bolgár jegyzőkönyv a balkáni konföderáció előkészítéséről.
  - Budapesten megalakul az 1. Honvéd Önálló Rádiófelderítő Század.[17]
- augusztus 14. – Pakisztán függetlenségének kikiáltása.
- augusztus 15. – India függetlenségének kikiáltása.[7]
- augusztus 17. – A szentendrei tömeggyilkosság.
- augusztus 21. – A katasztrofális szárazság okozta károk elhárításához szükséges financiális fedezet biztosítása érdekében a CSKP KB elnöksége a milliomosok megadóztatását javasolja, és ennek érdekében kampányba kezd.[3]
- augusztus 23. – A román parlament ratifikálja a párizsi békét.
- augusztus 27. – Mint párizsi magyar követ Károlyi Mihály átadja megbízólevelét Vincent Auriol francia köztársasági elnöknek.[18]
- augusztus 31. – A kékcédulás választások, amelyet csalással a Magyar Kommunista Párt nyer.[19] (Lásd: 1947-es magyarországi országgyűlési választás.)

### Szeptember
- szeptember 16. – Pozsonyban a Nemzeti Bíróság háborús bűnösként halálra ítéli a világháború éveiben antifasisztaként helyt álló Esterházy Jánost, az első bécsi döntés után is szlovák területen maradt magyar kisebbség vezetőjét.[20]
- szeptember 22–27. – Megalakul a Kommunista és Munkáspártok Tájékoztató Irodája (Kominform).[21]

### Október
- október 1. – Megnyitja kapuit a Kossuthról elnevezett új katonai akadémia. (Az első itt végzett tiszteket 1948 augusztusában avatták fel.)[22]
- október 14. – Chuck Yeager az amerikai légierő (USAF) berepülőpilótája a Bell X–1 típusú kísérleti repülőgéppel átlépi a hangsebességet.
- október 19. – Magyarországon bevezetik a totót. E nap mérkőzéseire lehet először fogadni.
- október 31. – A csehszlovák alkotmányozó nemzetgyűlés megszavazza a milliomosok adóját és az ún. fényűzési adót.[23]

### November
- november 6. – I. Mihály román király elfogadja a második Groza-kormány új összetételét.
- november 12. – A Román Kommunista Párt és a szociáldemokrata párt központi bizottságainak együttes ülésén elfogadják az egységes munkáspárt alapelvét. (Az egyesülésre 1948-ban kerül majd sor.)
- november 20. – Erzsébet hercegnő hozzámegy Fülöp edinburgh-i herceghez a Westminsteri apátságban.
- november 26. – A 2. magyar hadsereg tragédiája miatt a népbíróság által bűnösnek ítélt Jány Gusztáv vezérezredest Budapesten kivégzik.[24]
- november 29. – Az ENSZ közgyűlésén döntenek arról, hogy az angol mandátumterületet, Palesztinát egy arab és egy zsidó államra osztják ketté.[25]
- november 30. – Szegeden fölszentelik a Honvéd téri református templomot.

### December
- december 1. – Hatályba lép a nagybankok államosításáról szóló törvény.[26]
- december 6. – Josip Broz Tito marsall, jugoszláv elnök négynapos magyarországi látogatását kezdi meg Budapesten, ahol Dinnyés Lajos miniszterelnök fogadja. Rákosi Mátyás ekkor gyógykezelésen a Szovjetuniónam tartózkodik.
- december 8. – Aláírják a magyar–jugoszláv barátsági, együttműködési és kölcsönös segítségnyújtási szerződést Budapesten.
- december 9. – Kelebiai vadászattal véget ér Tito négynapos magyarországi látogatása.
- december 30. – Gheorghe Gheorghiu-Dej, a PCR első titkára és Petru Groza miniszterelnök – a katonáktól körülvett palotában – lemondásra kényszeríti I. Mihály román királyt, és kikiáltják a Román Népköztársaságot.

### Határozatlan dátumú események
- április – Megalakul az első szicíliai regionális parlament.
- november – Magyarországon államosítják a nagybankokat, valamint az érdekképviseletükbe tartozó ipari és kereskedelmi vállalatok magyar tulajdonú részvényeit (1947. évi XXX. tc.).[1]

## Az év témái

### 1947 a filmművészetben
- Claude Autant-Lara: A test ördöge
- Charles Chaplin: Monsieur Verdoux
- Radványi Géza: Valahol Európában
- Jacques Tati: Kisvárosi ünnep
- Orson Welles: A sanghaji asszony

### 1947 az irodalomban
- Déry Tibor: A befejezetlen mondat (regény)
- Anne Frank naplója
- Malcolm Lowry: Vulkán alatt
- Thomas Mann: Doktor Faustus (regény)
- William Somerset Maugham: Akkor és most (regény)
- Németh László: Iszony (regény)
- Szabó Lőrinc: Tücsökzene (versek)
- Weöres Sándor: A fogak tornáca (versek)
- Tennessee Williams: A vágy villamosa (dráma)

### 1947 a légi közlekedésben
- Szuperszonikus repülés kezdete.

### 1947 a sportban
- A Újpesti TE nyeri az NB1-et. Ez a klub nyolcadik bajnoki címe.

### 1947 a tudományban
- december 16. – Az első tranzisztor megépítése.
- Gábor Dénes holográfiai kutatásokba kezd.
- Neumann János műve az elektronikus számológépek programozásáról.
- Megtalálják a Holt-tengeri tekercseket.
- Thor Heyerdahl Kon-Tiki expedíciója.
- Csillagtársulások felfedezése.
- R. Broom és J. Robinson régész-antropológusok STS 5 („Mrs. Ples”) lelete, az Australopithecus africanus máig legteljesebb koponyája.

### 1947 a zenében
- Maurice Duruflé: Requiem
- Igor Stravinsky: Orpheus (balett), Petruska (balett, 2. verzió)
- Edgard Varèse: Tuning Up
- Benjamin Britten: Albert Herring (opera)
- Frank Sinatra: Songs by Sinatra

## Születések

### Január
- január 2. – Alekszandr Tyihonov, szovjet biatlonista
- január 8. – David Bowie, angol énekes, zeneszerző († 2016)
- január 21. – Matuz István, Kossuth-díjas magyar fuvolaművész
- január 26.
  - Patrick Dewaere, francia színész, zeneszerző, énekes († 1982)
  - Hámori Ildikó Kossuth-díjas magyar színésznő
- január 29. – Linda Buck Nobel-díjas amerikai biológus

### Február
- február 2. – Farrah Fawcett amerikai színésznő († 2009)
- február 3.
  - Apró Attila magyar rendező († 2020)
  - Paul Auster amerikai költő, író, forgatókönyvíró († 2024)
- február 4. – Máté Péter, magyar énekes, zeneszerző († 1984)
- február 10. – Sebő Ferenc, Kossuth-díjas magyar énekes, zeneszerző, zenetudós
- február 15. – Nádasdy Ádám, nyelvész, költő, műfordító
- február 18. – Fritz Mihály, magyar szobrász és éremművész
- február 23. – Valerij Pavlovics Pusztovojtenko, ukrán politikus, 1997–1999 között Ukrajna miniszterelnöke
- február 27. – Gidon Kremer, lett hegedűművész, karmester

### Március
- március 4. – Nicole Calfan, francia színésznő
- március 12. – Fenyő Miklós, magyar énekes, előadóművész
- március 25. – Elton John, angol zeneszerző, előadó
- március 27. – Jobba Gabi, Jászai Mari-díjas magyar színésznő († 1983)
- március 29. – Markó Iván, Kossuth-díjas magyar táncművész († 2022)

### Április
- április 5. – Balsai István, ügyvéd, politikus († 2020)
- április 12.
  - Tom Clancy, amerikai író († 2013)
  - Boros Lajos, magyar műsorvezető, újságíró, író († 2024)
- április 21. – Iggy Pop, amerikai énekes
- április 25. – Johan Cruijff, háromszoros aranylabdás holland labdarúgó, edző († 2016)
- április 26. – Kishonti Ildikó, magyar színésznő († 2009)

### Május
- május 2. – Tonk Sándor, magyar történész († 2003)
- május 3. – Kónya Imre, magyar politikus, a Boross-kormány belügyminisztere
- május 9. – Dougal Dixon, skót geológus és író
- május 14. – Anne Wiazemsky, francia színésznő és író († 2017)
- május 26. – Benedek Katalin, magyar folklorista

### Június
- június 1. – Benkő Péter kétszeres Jászai Mari-díjas magyar színész, érdemes művész
- június 6. – Robert Englund, amerikai színész
- június 14. – Baló György televíziós újságíró, a Magyar Televízió kulturális igazgatója († 2019)
- június 14. – Farkas György magyar építőmérnök, egyetemi tanár
- június 19. – Salman Rushdie, indiai születésű brit író
- június 22. – Nógrádi Gábor, magyar író, költő

### Július
- július 2. – S. Sárdi Margit, irodalomtörténész
- július 8. – Farkas Gábor orvos
- július 9. – Pelsőczy László magyar színművész, műsorvezető
- július 11. – John Holt jamaicai reggae-zenész († 2014)
- július 12. – Orbán György zeneszerző
  - Mari Trini(wd) spanyol énekes, dalszerző († 2009)
- július 19.
  - Brian May brit gitáros, a Queen tagja
  - Gazdag Gyula magyar rendező, forgatókönyvíró, vágó
- július 21. – Lukács Sándor Kossuth-díjas magyar színművész
- július 27. – Ilya Salkind producer
- július 29. – Benkő Dániel magyar lant- és gitárművész († 2019)
- július 30. – Arnold Schwarzenegger osztrák származású amerikai színész, politikus

### Augusztus
- augusztus 14. – Danielle Steel amerikai írónő
- augusztus 16. – Gyenes Károly magyar televíziós szerkesztő, riporter, természetjáró
- augusztus 21. – Erdős Sándor olimpiai bajnok magyar vívó
- augusztus 26. – Nicolae Dobrin, román labdarúgó († 2007)
- augusztus 28. – Gothár Péter Kossuth-díjas magyar rendező, filmrendező, a nemzet művésze

### Szeptember
- szeptember 14. – Sam Neill északír születésű új-zélandi színész
- szeptember 21. – Stephen King amerikai író
- szeptember 24. – Mihály Tamás Kossuth-díjas magyar basszusgitáros, zeneszerző (Omega) († 2020)
- szeptember 27.
  - Kaltenbach Jenő, jogász, ombudsman
  - Maros Gábor magyar színész, énekes
  - Meat Loaf, Grammy-díjas amerikai rockénekes, színész († 2022)
- szeptember 28. – Haszina Vazed bangladesi politikus, kormányfő

### Október
- október 1. – Som Lajos, magyar zenész, basszusgitáros († 2017)
- október 5. – Brian Johnson, az AC/DC együttes énekese
- október 8. – Timár Béla Jászai Mari-díjas magyar színész, rendező († 1989)
- október 9. – France Gall francia énekesnő († 2018)
- október 13. – Mary Zsuzsi, magyar énekesnő († 2011)
- október 15. – Fazekas László magyar labdarúgó, edző
- október 19. – Bánsági Ildikó, Kossuth-díjas magyar színésznő, a nemzet művésze
- október 26. – Fazakas Szabolcs, magyar üzletember, diplomata, politikus († 2020)
- október 27. – Szacsvay László, Jászai Mari-díjas magyar színész, a nemzet színésze
- október 28. – Horváth Charlie, Liszt Ferenc-díjas magyar énekes
- október 30. – Filó Kristóf római katolikus pap, budakeszi plébános († 2024)

### November
- november 2. – Harrach Péter, teológus, politikus, az Országgyűlés alelnöke
- november 3. – Bencze Ilona, Jászai Mari-díjas magyar színésznő
- november 8.
  - Göncz Kinga, magyar pszichiáter, politikus
  - Guus Hiddink, holland labdarúgóedző
- november 17. – Somló Tamás magyar zenész, énekes, dalszerző, az LGT tagja († 2016)

### December
- december 9. – Pósa Lajos, magyar matematikus
- december 12. – Doktor József, gépészmérnök, az oldalrakodós konténerszállító magyar feltalálója
- december 13. – Duschanek János, festő, grafikus († 2013)
- december 14. – Zalatnay Sarolta, magyar énekesnő, előadóművész
- december 16. – Anna Nehrebecka lengyel színésznő
- december 20. – Gigliola Cinquetti, olasz énekesnő, színésznő
- december 23. – Piros Ildikó Kossuth-díjas magyar színésznő

## Halálozások
- január 9. – Mannheim Károly szociológus, pedagógus, filozófus (* 1893)
- január 17. – Czóbel Minka magyar költőnő (* 1855)[27]
- január 20. – Andrew Volstead amerikai politikus (* 1860)
- január 25. – Al Capone gengszter (* 1899)
- február 26. – Tihanyi Kálmán fizikus (* 1897)
- március 17. – Bakay Szilárd vezérezredes, 1944-ben az I. budapesti hadtest parancsnoka (* 1892)
- április 7. - Henry Ford a Ford autógyár alapítója (* 1863)
- április 18. – Jozef Tiso szlovák pap, politikus (kivégezték) (* 1887)
- április 23. – Károlyi Gyula, Magyarország miniszterelnöke (* 1871)
- április 29. – Irving Fisher, amerikai közgazdász (* 1867)
- május 20. – Lénárd Fülöp Nobel-díjas fizikus, egyetemi tanár, akadémikus (* 1862)
- július 15. – Wolf Emil vegyészmérnök, az önálló magyar gyógyszeripar egyik megteremtője (* 1886)
- július 16. – Raoul Wallenberg svéd diplomata (* 1912)
- október 4. – Max Planck Nobel-díjas német fizikus, a kvantummechanika megalapítója (* 1858)
- november 1. – Romzsa Tódor munkácsi görögkatolikus püspök (* 1911)
- november 7. – Garbai Sándor, szociáldemokrata politikus, a magyar Tanácsköztársaság egyik vezetője (* 1879)
- november 17. – Emil Racoviță román barlangkutató és biológus (* 1868)
- november 20. – Wolfgang Borchert német költő, drámaíró (* 1921)
- november 26. – Jány Gusztáv magyar honvéd vezérezredes, 1942–1943-ban a 2. magyar hadsereg parancsnoka (* 1883)
- november 29. – Mészáros István a Hekus Dönci néven ismert bűnöző (* 1920)
- november 30. – Ernst Lubitsch német születésű amerikai filmrendező (* 1892)
- december 1. – Aleister Crowley a legjelentősebb 20. századi brit okkultista, író, költő, hegymászó, hedonista és társadalomkritikus (* 1875).

## Nobel-díjasok
- A Nobel-díjat a svéd Alfred Nobel alapította, 1901 óta adják át, melyet a Svéd Királyi Tudományos Akadémia ítél oda a tudomány, az irodalom és humanitárius területen kimagasló eredményt elért magánszemélyeknek, illetve intézményeknek.

| Fizikai            | Edward Victor Appleton                                                                                 |
| Kémiai             | Robert Robinson                                                                                        |
| Orvosi-fiziológiai | Carl Ferdinand Cori, Gerty Cori, Bernardo Houssay                                                      |
| Irodalmi           | André Gide                                                                                             |
| Béke               | A Friends Service Council és az American Friends Service Committee (USA), Religious Society of Friends |

## Európai időjárás
Áprilistól októberig meleg és száraz idő, augusztustól szeptemberig szélsőségesen súlyos aszálykárok Kelet-Közép-Európában.